# 多巴哥斯氏脂䲁
多巴哥斯氏脂䲁（學名：Starksia rava），為輻鰭魚綱䲁形目脂䲁科斯氏脂䲁屬的一個種，分布於中西大西洋托巴哥海域，深度6至11公尺，本魚體長，扁平，頭尖，眼、鼻孔和頸背觸鬚不分支，背鰭硬棘與軟條之間有一缺刻，雄魚第一臀棘長，與鰭的其餘部分分離，變性為性器官，側線連續，前段拱起，後段直，側線鱗片15枚，頭部和體淺綠褐色，上唇通常有橫紋，背鰭前部無黑斑，頰部淺色網狀結構上佈有紅褐色至褐色斑點，頭部下方有3-4排黑點，前鰓蓋骨邊緣有一排5-6個小黑點，頰部有紅褐色至褐色斑點，頭下側有3-4排深色斑點，前鰓蓋骨邊緣有一排5-6個小深色斑點，胸鰭基部有斑點，有淺色線條和紅色至黑色斑點，身體有8-9個深色鞍狀突起，延伸至背鰭基部，背部和臀鰭邊緣淺色，內側有一條深色條紋，基部有一排深色斑點，背鰭硬棘19-21枚、背鰭軟條7-9枚、臀鰭硬棘2枚、臀鰭軟條16-18枚，體長可達2.5公分，棲息在礁石區，生活習性不明。